# Adrar di Mauritania

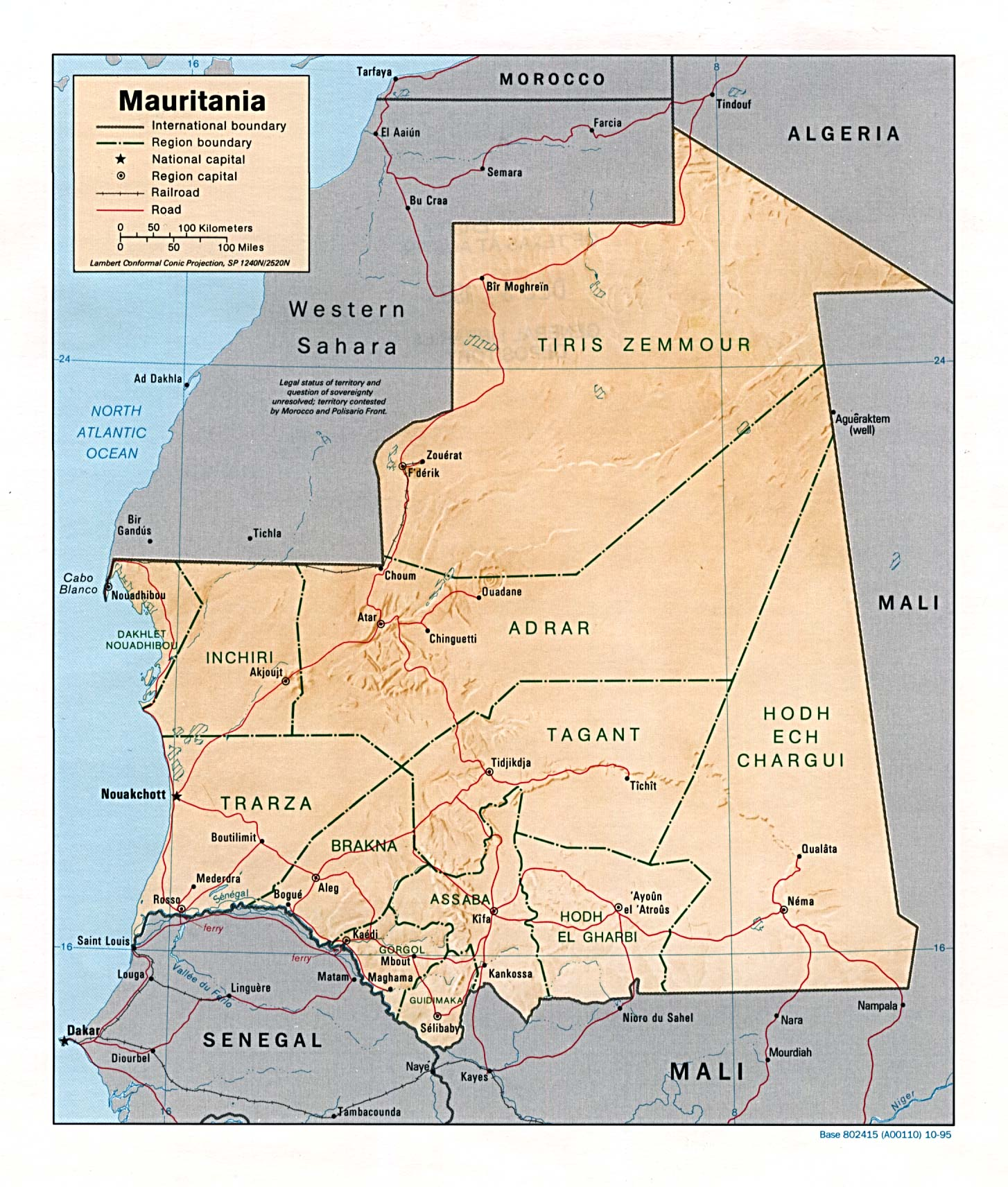
Adrar, nel centro di Mauritania

L'Adrar di Mauritania o Adrar occidentale è un vasto altipiano desertico nel nordovest della Mauritania, che occupa circa 215.000 km² e costituisce la regione di Adrar. L'altipiano è conosciuto per le sue gole e per le dune di sabbia mobili. I principali centri abitati sono oggi Atar (capoluogo della regione), Chinguetti e Ouadane.

## Geografia
La regione fu già popolata nel paleolitico inferiore, e poi, molto densamente, nel neolitico, e la desertificazione di età relativamente recente ha permesso di mantenere intatti numerosi reperti archeologici di quell'epoca tra cui alcuni circoli di pietre. La più antica popolazione conosciuta nella regione va sotto il nome di Bafour. È incerto se si trattasse di popolazioni negroidi o bianche. In seguito sopraggiunsero i Berberi, prevalentemente allevatori, mentre le popolazioni nere praticavano piuttosto l'agricoltura nelle oasi.

## Storia
L'islamizzazione delle genti dell'Adrar avvenne ad opera della tribù berbera dei Lemtuna, nel cui seno sorse la dinastia degli Almoravidi. La città, oggi scomparsa, di Azougui fu una base dell'espansione almoravide verso l'impero del Ghana nell'XI secolo e venne abitata fino al XVIII secolo).
Tra il 1745 e il 1785 venne fondato un emirato, ad opera di cUthman, un arabo della tribù dei Beni Hassan. Questo emirato, che condusse una politica di espansione verso est ai danni dei Kunta, sopravvisse fino all'arrivo della potenza coloniale francese al principio del XX secolo.

## Galleria d'immagini

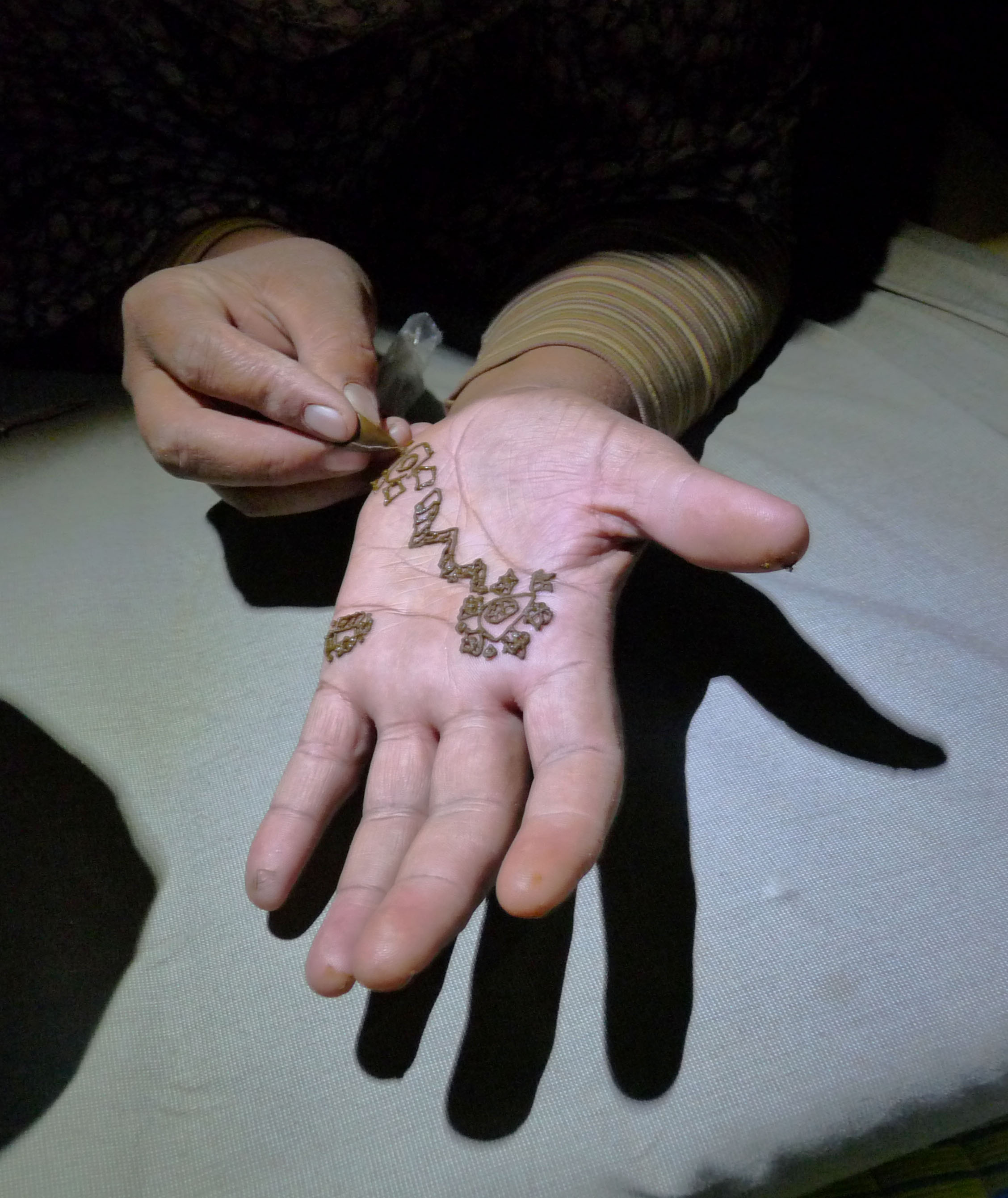
Un disegno fatto con l'hennè sulla mano di una ragazza
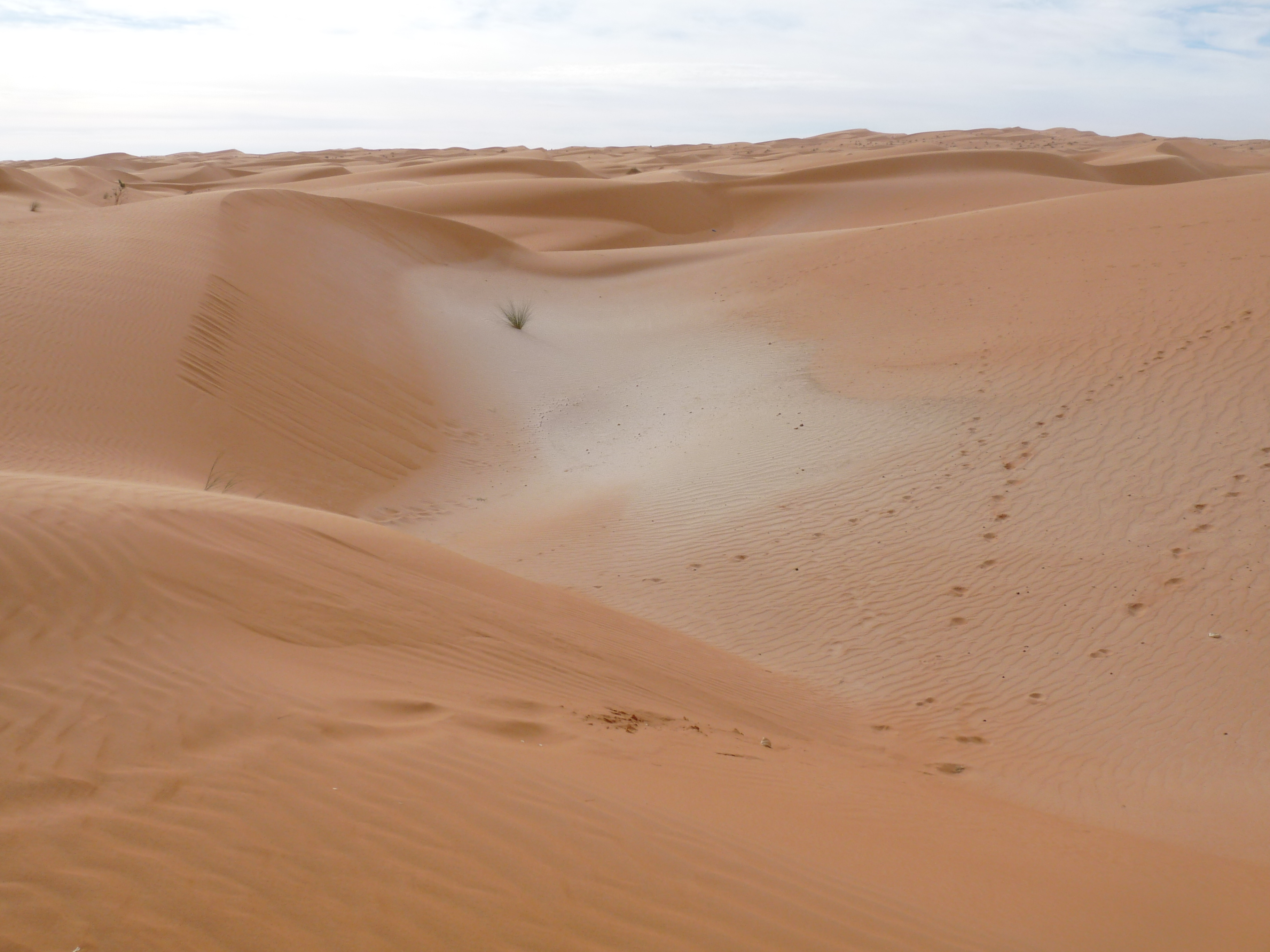
Una zona sabbiosa a ovest di Chinguetti
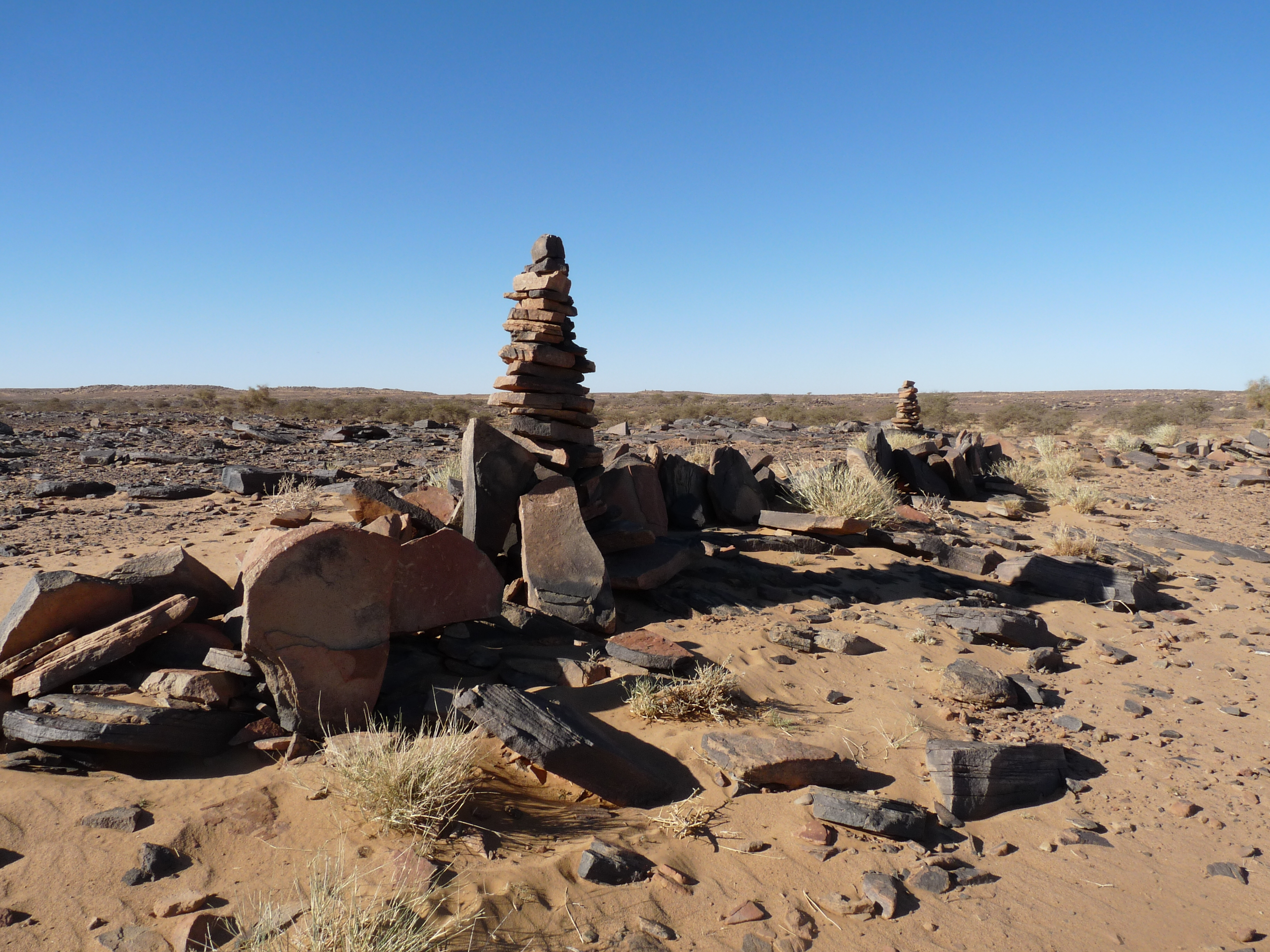
Un cairn di petre
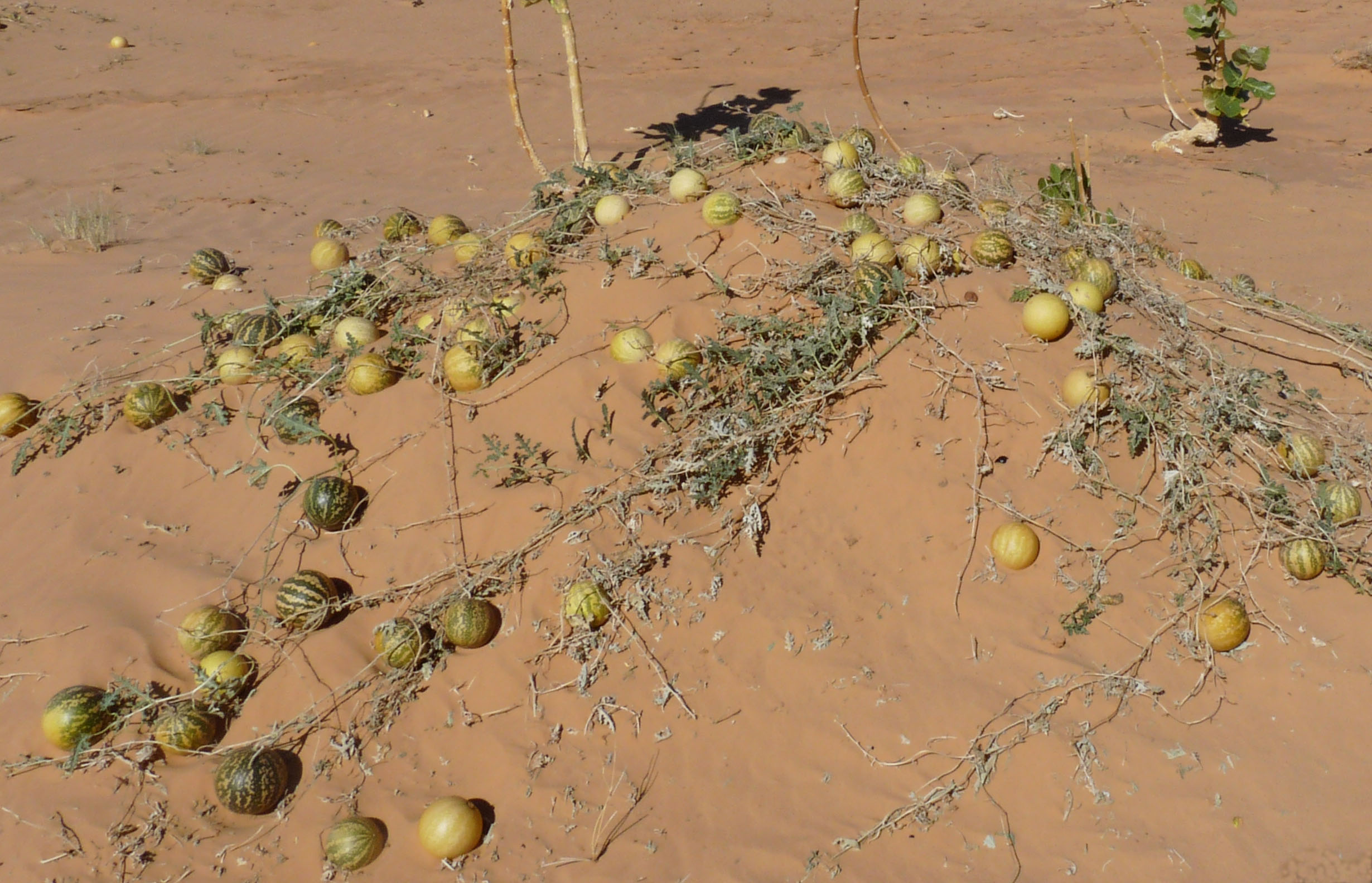
Coloquintide nel deserto Adrar
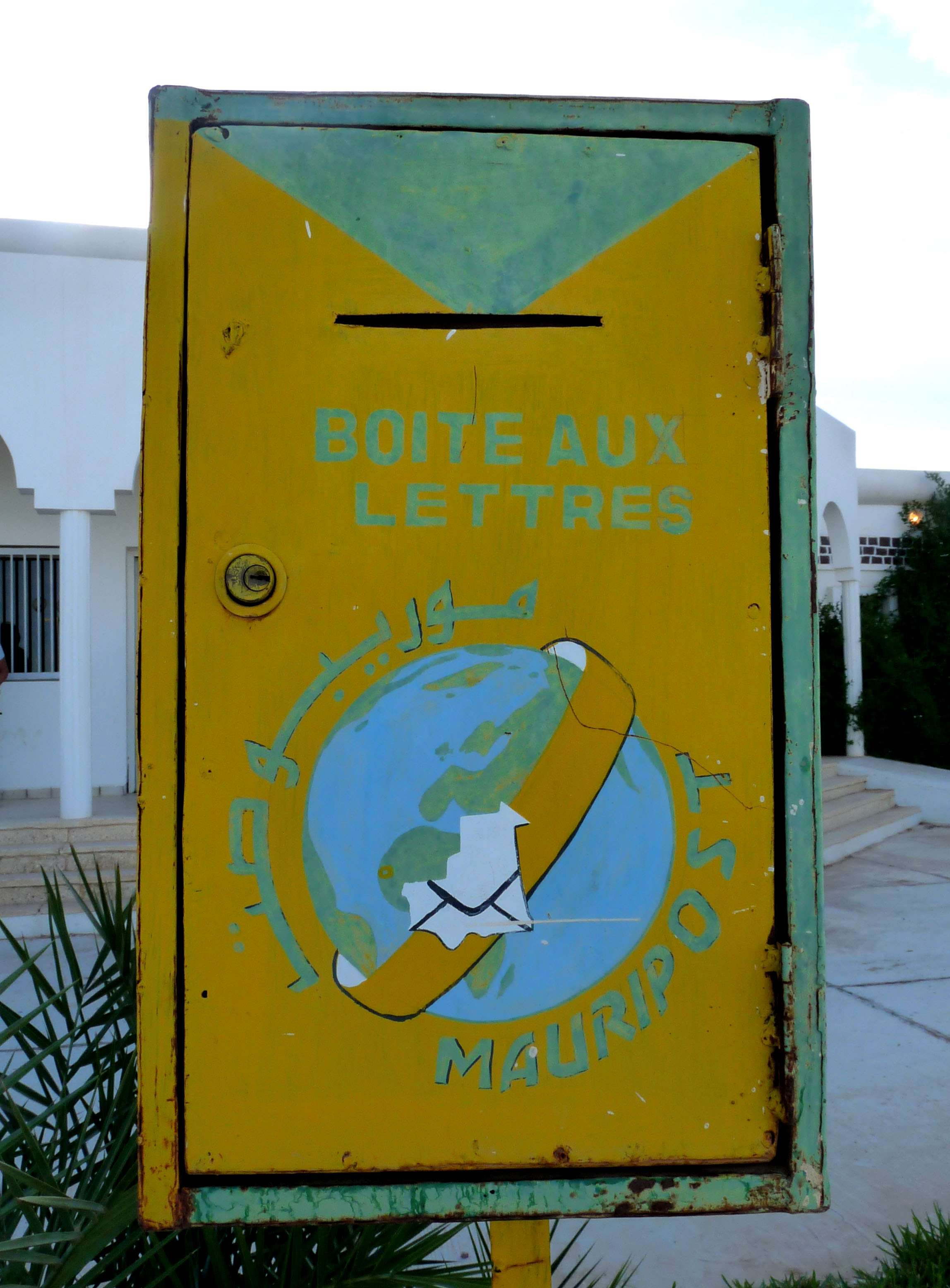
Una casella postale all'interno dell'aeroporto di Atar, città principale dell'Adrar